# 이빈화
이빈화는 한국의 영화배우이다. 1952년 윤봉춘감독의 영화 《성불사》에 승무를 추는 여주인공 역을 맡으면서 데뷔했다. 

## 주요 출연작

### 영화
- 《성불사》(1952)
- 《청춘 쌍곡선》(1956)
- 《순애보》(1957)
- 《안개》(1967)